# Tonkinatus bimaculatus
Tonkinatus bimaculatus is een hooiwagen uit de familie Epedanidae.